# Vélez (Santander)
Vélez es un municipio colombiano, capital de la provincia homónima, ubicado al sur del departamento Santander, distante unos 231 kilómetros de Bucaramanga, capital del departamento y aproximadamente a 200 kilómetros de Bogotá, y a solo 86 kilómetros de Tunja la capital más cercana y con la que tiene una estrecha relación comercial y cultural.
Es famosa por su templo atravesado, y por fabricar bocadillos, elaborados con pulpa de guayaba.
Su temperatura media es de unos 19 °C. Se encuentra a unos 2150 metros sobre el nivel del mar, y cuenta con aproximadamente 20 000 habitantes.
Son sitios turísticos la catedral Nuestra Señora de la Nieves, que al llegar al parque principal, se muestra de lado o «atravesada» y la Cueva de los Indios, que fue refugio de los indígenas nativo americanos de la cultura muisca de la capitanía de los agatáos - chipataes, para protegerse de los ataques de los españoles, es patrimonio histórico, ya que en su interior podemos encontrar: cascadas subterráneas, un salón de estalagmitas, estalactitas y el fósil de lo que fue la momia del cacique ágata. También las fábricas de bocadillo, entre otros sitios.
Fue uno de los primeros territorios del mundo y el primero de América Latina en conceder a la mujer el derecho al voto, el año de 1853.

## Geografía
Situado a 2150 m de altitud, en su territorio se distinguen dos regiones fisiográficas: al oeste se extiende la zona del Carare, perteneciente al Valle del río Magdalena; al este, el área montañosa, cuyo relieve forma parte de la Cordillera Oriental, en la cual se destacan la Peña de Vélez y los cerros de Armas y Tovar. Posee los pisos térmicos cálido, templado y frío, con una temperatura media anual de 16,7 °C y un promedio anual de precipitaciones de 1.886 mm. Avenado por los ríos Magdalena, Carare, Guayabito y Opón, las principales actividades económicas son agricultura (caña de azúcar, guayaba, café, fríjol, maíz, cacao, frutas y legumbres), ganadería (vacuna) y minería (caliza).

## División Político-Administrativa
Además de su Cabecera municipal. Vélez tiene bajo su jurisdicción los siguientes Centros poblados:
- Alto Jordán
- El Limón
- Gualilo
- Abisinia
- Lomalta
- Los Guayabos
- Peña Blanca

## Historia
Fue fundada aproximadamente en el año 1100 d. C., por nativos de la cultura Chibcha por lo cual su idiosincrasia y filiación étnica está más cercana Boyacá y Tunja que al resto del departamento de Santander.{⁵} Su refundación hispánica se realizó por el capitán extremeño Diego Barbosa el 14 de julio de 1539 en el sitio de Ubasá, el nombre de la ciudad lo eligió Gonzalo Jiménez de Quesada en consulta con los capitanes Martín Galeano y Gonzalo Suárez Rendón (fundador de la ciudad de Tunja) en honor a la ciudad de Vélez-Málaga, en Málaga (España).
El 14 de septiembre de 1539, la fundación se trasladó a las tierras de los indios Chipatá, por su mejor ubicación, allí se inició la construcción de la ciudad y su plaza en años posteriores, el municipio se convirtió en un centro de acopio de las tropas españolas, también se generó comercio de artesanías en la época colonial. De Vélez partieron adelantados españoles a las márgenes del río de Oro en el actual Girón, en lo que comprende el actual área metropolitana de Bucaramanga, allí hicieron las primeras exploraciones auríferas sobre el terreno y con el tiempo se establecieron algunos veleños de donde surgiría posteriormente luego de un intento de fundación el actual municipio de Girón.
Durante el proceso de la conquista americana, según el Pbro. don Vicente Navarro del Castillo, 11 habitantes de La Albuera participaron en el proceso, entre ellos es de destacar el militar de La Albuera D. Juan Alonso de la Torre (1502), siglo XVI que como capitán intervino en los territorios colombianos y venezolanos, participando en la fundación de la ciudad de Vélez (Colombia), y en la fundación de la ciudad de Mérida, Venezuela.

### Constitución de Vélez
Durante el periodo de las constituciones provinciales en Colombia, la Constitución de Vélez fue debatida por la asamblea legislativa de la provincia conformada por 25 diputados y expedida el 11 de noviembre de 1853. Como otras constituciones de la misma época, en el preámbulo de la misma se invoca al pueblo como fuente de autoridad y de soberanía.
El derecho de las mujeres al sufragio se consagró en el artículo 7 de la Carta: "Son electores todos los habitantes de la provincia casados o mayores de veintiún años; y cada uno de ellos tiene derecho para sufragar por el número total de Diputados de que se compone la Legislatura".
El ideólogo del voto femenino fue Ricardo Vanegas, miembro de una familia con varios miembros en la política de la región. Su tío Joaquín Vanegas fue un connotado jefe político de la provincia y ocupó la gobernación; uno de sus primos, Antonio Vanegas, fue alcalde de Vélez y otro más, Vicente Herrera Vanegas, fue el presidente de la legislatura que aprobó la Constitución de Vélez de 1853 y unos años más tarde alcanzaría la Presidencia del Estado de Santander.

## Sitios turísticos
Catedral Nuestra Señora de las Nieves.
Construida en el año 1560, es un patrimonio arquitectónico, se le conoce como la Iglesia atravesada, puesto que su entrada es por un costado. Así mismo, se sabe que es la segunda que tiene estas condiciones en el mundo. De este modo, se hereda el remoquete “más atravesado que la iglesia de Vélez”.
Cueva de los Indios.
A una corta distancia del casco urbano por el camino real (antigua entrada al Carare), la cueva que fue refugio de los indígenas Chibchas para protegerse de los ataques de los españoles, por su patrimonio histórico, se conoce como legado de nuestros aborígenes. En su interior podemos encontrar: cascadas subterráneas, un salón de estalagmitas, estalactitas y el fósil de lo que fue la momia del cacique Agatá
Colegio Nacional Universitario.
Edificado en 1549, de construcción española, fue convento de Franciscanos, posteriormente se estableció como plantel educativo en 1824, bajo potestad del General Francisco de Paula Santander. En 1937 inició labores de forma definitiva como institución legalmente constituida por el Ministerio de Educación Nacional, a partir de 1973 se declaró monumento nacional, durante el gobierno de Misael Pastrana Borrero.
Bocadillo Veleño.
Este manjar hecho de guayaba, arequipe y azúcar es originario de esta tierra desde el siglo XVI. En la actualidad, su producción se realiza en modernas fábricas de bocadillo, cuyo oficio ha sido heredado de padres a hijos, hoy, esta población cuenta con más 120 microempresas, por tanto es la base de la economía veleña. Entre estos productos se distinguen: el veleño, los tumes, la lonja, la veleñita, trocitos y otra gran variedad de dulces.
Festivales de Vélez.
Con más cuatro décadas de tradición, el festival de la guabina y el tiple hoy se instaura como uno de los más importantes en el país. Dada su trayectoria en el folclor nacional, este evento encierra costumbres propias de nuestros antepasados que se transmiten de generación en generación.
De la misma forma, la parranda veleña, hace alarde de las antiguas romerías que se realizaban de un pueblo a otro, asimismo, el desfile de las flores, hace parte del ingenio y la creatividad de la gente, quienes elaboran diferentes motivos florales,  igualmente,  la feria equina se destaca por la exposición de los mejores ejemplares del país.
Fachadas típicas
La arquitectura colonial de Vélez conserva las construcciones del siglo XVI y XVII, por tanto, es normal observar edificaciones de tapia pisada,  balcones, tejado de barro, amplios ventanales, portones en forma de arco, con adornos en madera y cemento.
La Virgen de la Peña.
Esta imagen hace parte de las costumbres religiosas del municipio, puesto que, desde 1977, los pobladores hacen romería a este sitio con el propósito de afianzar su fe católica, la virgen fue instituida como protectora del pueblo, por estar ubicada en la parte más alta de la cordillera.

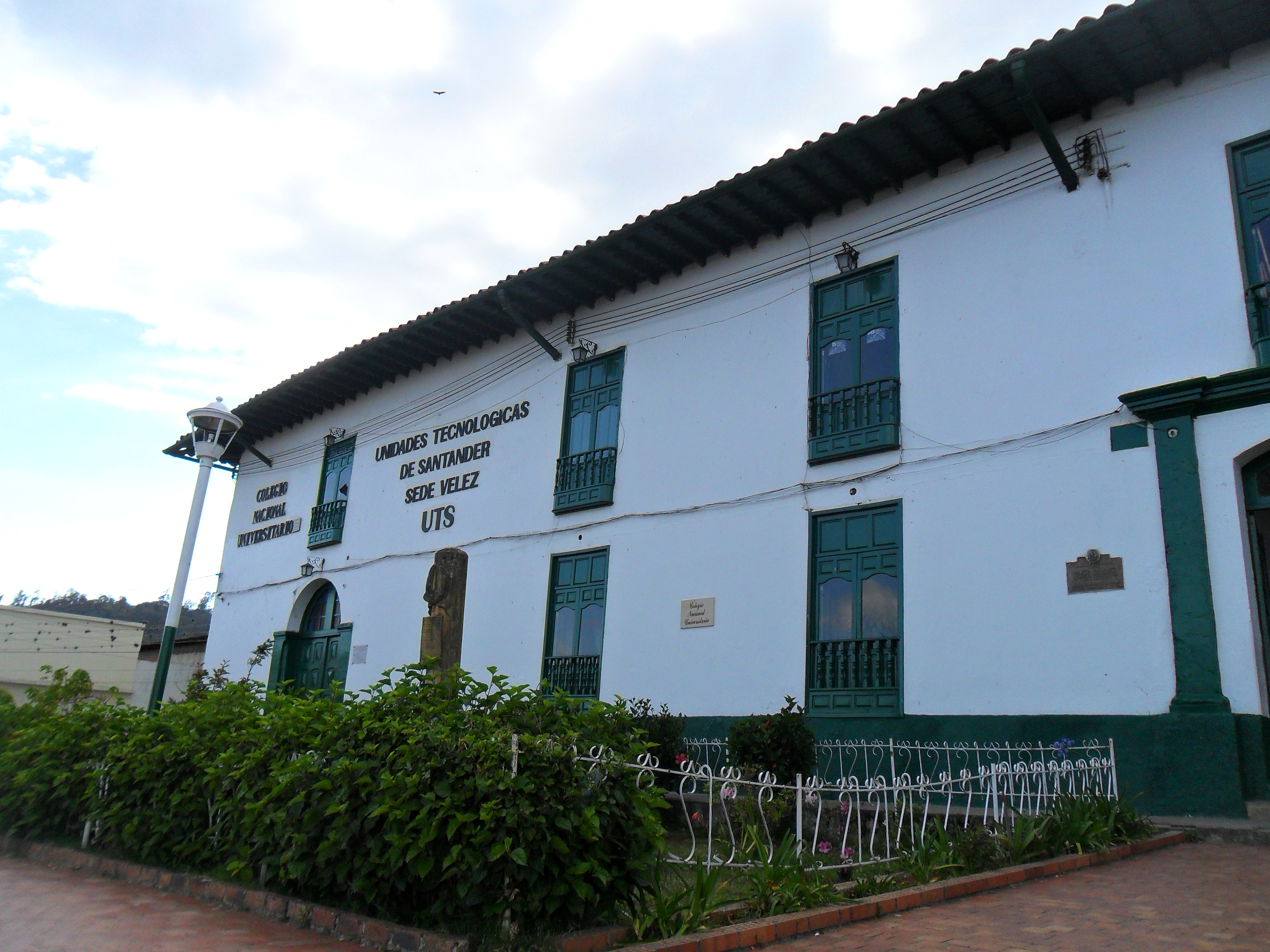
Colegio Nacional Universitario de Vélez, uno de los iconos más emblemáticos del pueblo.

## Economía
El municipio de Vélez es el eje central de la economía de la provincia hacia allí confluyen las personas de los diferentes municipios a comercializar los productos agrícolas y pecuarios, es considerado como el principal mercado regional de bovinos, equinos, porcinos y un excelente distribuidor de productos agrícolas, funcionando como centro de relevo hacia mercados como Tunja y Bucaramanga.
De acuerdo con el Instituto Colombiano Agropecuario, ICA,  oficina de Vélez, que lleva el registro y control de los animales que ingresan a la feria los días jueves y sábado,  el movimiento de la feria de ganado los días jueves citamos el mes de agosto año 2001, ingresaron 944 bovinos distribuidos: 111 novillas, 489 novillos, 260 vacas y 84 toros,  los animales provenían de los municipios: Landazurí, Santa Helena, La Paz, Peñón, Bolívar, Sucre, Chipatá y Vélez;  se comercializaron 912 para sacrificio y 32 volvieron a fincas. El destino Moniquirá, Santa Ana, San José, Chitaraque, Barbosa, Güepsa, Puente Nacional, Suaita, Chipatá, Villa de Leyva, Tunja, Vélez y Guavatá.
Movimiento de ganado en la feria los días sábado,   durante el mes de agosto año 2001, ingresaron 688 bovinos distribuidos: 66 novillas, 167 novillos, 87 vacas y 57 toros,   provenientes de: Socorro, Puente Nacional, Moniquirá, Barbosa, Tunja, Chipatá, Guavatá, Florián, Vélez, Cimitarra, Bucaramanga, Jesús María y Saboya, Los 688 animales comercializados salieron a fincas de los municipios de la Paz, Chipatá, Barbosa, Vélez y Oiba.
Lo anterior nos indica que hay dos días a la semana para la compra venta de animales en donde intervienen comparadores y vendedores de los diferentes municipios de la provincia y fuera de ella.
El número de fincas ganaderas en Vélez, estimadas 1.500 y censadas 572, a junio del 2001 con unos 15.000 bovinos, 2.500 equinos, 2100 cerdos 207 ovinos, sacrifican 50 bovinos semanales y 8 porcinos.
La ganadería que predomina es doble propósito con la tendencia a mantener este tipo de ganado por los rendimientos en carne y leche hay opiniones de los ganaderos que si se dedican exclusivamente a leche inundan el mercado de Vélez, si se hace un análisis económico a una finca Doble propósito,  es probable que los resultados económicos que sean mejores que una finca lechera, por los terneros que se venden para ceba.
El 81 % del área en las fincas de clima medio y caliente se dedican a pasto, el 9 % lo dedican a la agricultura, el 10 % en rastrojo y bosque, la vocación es más hacia forrajes que para cultivos permanentes. El pasto Brachiaria decumbens es el más frecuente junto con el imperial y gramas; hay presencia de malezas: Cortadera, Alhucema (olor exquisito), paja puya, maciega, bandera. Usan herbicidas para el control de arbustos y malezas de hoja ancha,  la capacidad de carga está entre 1 y 2 animales adultos de 500 kilos por hectárea.
La guayaba es una explotación tradicional asociada a la explotación ganadera, tiene importancia para los ingresos de los campesinos en época de cosecha octubre, noviembre, diciembre y en mitaca. 
En el sector de los Guayabos,  Aco Peña blanca, La Doctrina y la Capilla están ubicados los industriales del bocadillo, hay 9 fábricas que se consideran grandes, 16 medianas y 10 pequeñas, el tamaño está determinado por la cantidad de fruta que procesan.
A los árboles de Guayaba les hace falta manejo técnico, los industriales no pagan la selección,  la producción tiene épocas definidas, no hay integración entre el agricultor y el industrial,  no se trabaja en función de la cadena productiva, existe el proyecto de riego de agua subterránea, Aco Peña Blanca, La Doctrina, La Capilla y El Limón.
“Por primera vez en la historia se desarrollarán tres proyectos:   “Mejoramiento de la guayaba en Santander, mediante la producción y siembra de árboles seleccionados y la capacitación para obtener frutos de alta calidad”, Implementación técnica de un método para la producción de harina de guayaba en Vélez”, Desarrollo de micro empresas guayaberas a través de Pademer, programa del Ministerio de Agricultura”
La producción de cacao por hectárea en promedio es de 247 kilos se considera muy baja atribuido a cacaotales viejos, al ataque de enfermedades como la escoba de bruja, Monilia, Roselinia, Phytoptora, al ataque de plagas como Xileborus, a la hormiga arriera, a los bajos precios del cacao,  al manejo del cultivo, a los híbridos que son poco productivos, al empobrecimiento de los suelos, a la falta de una asistencia técnica permanente.
El cultivo que genera los mejores ingresos es la caña, los otros cultivos son para autoconsumo, el café lo ataca la broca, lo afectan las heladas y muy poco se fertiliza, en cambio a la caña se le aplican por hectárea hasta 15 bultos de triple 15.
Las veredas Tun Tun, El Amarillo, Lagunetas, El Uvito, Peña Grande, Peña Tambor, Monte oscuro, Palo Blanco, El Gaital, Tebaida, Llanadas, Abisinia, Helida son veredas de clima frío que están entre los 2.000 y 2.500 m s. n. m.
Mira Buenos, Tubavita,  Ejidos,  Loma Alta,  Ropero, San Pablo, San Vicente, El Limón, Aco Peña Blanca, La Doctrina, La Capilla, Zarandas, Cuba, Santa Rosa son veredas de clima medio entre los 1000 y 2000 m s. n. m.
Las veredas de clima caliente entre los 300 y 1000 ms.n.m. Gualilo, Campo Hermoso, La Esperanza,  El Recreo, Las Palmas, Río Negro, San Benito, El Limón, Mantellina, San Pedro, San Ignacio, La Tablona, El Tagual, Vista Hermosa, Quebrada Larga y Puerto Rico.
Los meses de abril a junio y de septiembre a noviembre son los lluviosos y el resto predomina el tiempo seco.
El mercado de productos agrícolas se realiza en la plaza de mercado los días sábados, en este intercambio intervienen personas de los diferentes municipios vecinos a Vélez.
Con el resultado de este diagnóstico se pretende formular programas a corto, mediano y largo plazo,  con el deseo de ejecutar proyectos productivos en las diferentes comunidades que cambien la estructura económica del municipio de Vélez, asociado a una estrategia técnica y de capacitación que garantice continuidad en el proceso de producción e implemente mediante el fortalecimiento de la Unidad Municipal de Asistencia Técnica Agropecuaria UMATA con proyectos que logren el mejoramiento de las condiciones del campesino. 
Por las anteriores razones y pensando en el futuro agropecuario del municipio y de cada región en particular el análisis que se hace es lo más aproximado a la realidad con el fin de que sirva como marco orientador y guía en la formulación de los proyectos.

## Clima
| Parámetros climáticos promedio de Vélez                                             | Parámetros climáticos promedio de Vélez | Parámetros climáticos promedio de Vélez | Parámetros climáticos promedio de Vélez | Parámetros climáticos promedio de Vélez | Parámetros climáticos promedio de Vélez | Parámetros climáticos promedio de Vélez | Parámetros climáticos promedio de Vélez | Parámetros climáticos promedio de Vélez | Parámetros climáticos promedio de Vélez | Parámetros climáticos promedio de Vélez | Parámetros climáticos promedio de Vélez | Parámetros climáticos promedio de Vélez | Parámetros climáticos promedio de Vélez |
| Mes                                                                                 | Ene.                                    | Feb.                                    | Mar.                                    | Abr.                                    | May.                                    | Jun.                                    | Jul.                                    | Ago.                                    | Sep.                                    | Oct.                                    | Nov.                                    | Dic.                                    | Anual                                   |
| ----------------------------------------------------------------------------------- | --------------------------------------- | --------------------------------------- | --------------------------------------- | --------------------------------------- | --------------------------------------- | --------------------------------------- | --------------------------------------- | --------------------------------------- | --------------------------------------- | --------------------------------------- | --------------------------------------- | --------------------------------------- | --------------------------------------- |
| Temp. máx. media (°C)                                                               | 23.4                                    | 23.5                                    | 23.3                                    | 23.1                                    | 22.9                                    | 22.9                                    | 22.7                                    | 22.7                                    | 22.9                                    | 22.6                                    | 22.6                                    | 22.9                                    | 23                                      |
| Temp. media (°C)                                                                    | 16.7                                    | 16.7                                    | 16.7                                    | 16.7                                    | 16.7                                    | 16.7                                    | 16.6                                    | 16.6                                    | 16.6                                    | 16.4                                    | 16.4                                    | 16.7                                    | 16.6                                    |
| Temp. mín. media (°C)                                                               | 11.9                                    | 12.0                                    | 12.2                                    | 12.4                                    | 12.5                                    | 12.3                                    | 12.0                                    | 12.0                                    | 12.0                                    | 12.0                                    | 12.1                                    | 12.0                                    | 12.1                                    |
| Precipitación total (mm)                                                            | 55.4                                    | 79.2                                    | 135.5                                   | 244.0                                   | 273.1                                   | 186.1                                   | 171.4                                   | 170.9                                   | 222.8                                   | 263.7                                   | 185.6                                   | 86.1                                    | 2067.2                                  |
| Días de precipitaciones (≥ 1 mm)                                                    | 10                                      | 12                                      | 17                                      | 22                                      | 24                                      | 20                                      | 21                                      | 20                                      | 21                                      | 24                                      | 20                                      | 13                                      | 225                                     |
| Horas de sol                                                                        | 207.7                                   | 170.8                                   | 151.9                                   | 120.0                                   | 130.2                                   | 144.0                                   | 164.3                                   | 167.4                                   | 150.0                                   | 133.3                                   | 144.0                                   | 192.2                                   | 1875.8                                  |
| Humedad relativa (%)                                                                | 87                                      | 86                                      | 87                                      | 89                                      | 89                                      | 88                                      | 87                                      | 87                                      | 87                                      | 89                                      | 90                                      | 89                                      | 87.9                                    |
| Fuente: Instituto de Hidrología, Meteorología e Investigaciones Ambientales (IDEAM) |                                         |                                         |                                         |                                         |                                         |                                         |                                         |                                         |                                         |                                         |                                         |                                         |                                         |

## Vías de comunicación
Terrestres
El acceso al municipio de Vélez y su cabecera municipal, se realiza principalmente a través de una ruta, que se origina sobre la Vía Troncal Central Nacional que comunica a la Capital del departamento (Bucaramanga) y la capital de la República (Bogotá), así:
De la Troncal Central Nacional, partiendo de un desvío localizado 0.7 kilómetros aprox.,  del casco urbano del municipio de Barbosa, a través de la vía denominada  “Barbosa - Vélez” de 17.5 kilómetros aprox. de longitud para llegar al municipio de Vélez,  la vía esta totalmente pavimentada  (7 Kilómetros aprox. en jurisdicción de Barbosa y 10.5 de Vélez).
Transversal del Carare. Importante corredor comercial que conecta a la ciudad de Tunja, con el Río Magdalena y el municipio de Barrancabermeja, y cuyo punto de partida o kilómetro cero (0), se encuentra en la Glorieta Norte de la ciudad de Tunja, desde donde parte en sentido noroccidente, hacia los municipios de Arcabuco, Moniquirá y Barbosa, llegando a la cabecera municipal de Vélez y comunica con Landázuri, Cimitarra y Puerto Araújo, conectando la Troncal Central del Norte Nacional con la Central Nacional y la Troncal del Magdalena Medio. Con una longitud de 137 kilómetros aprox., está a cargo del INVIAS, tiene una extensión de 47 km. aprox. en jurisdicción del municipio de Vélez y se encuentra pavimentada en su totalidad.
De otra parte el municipio cuenta con otras vías de acceso, que lo integran a otros Municipios, así:
La vía Vélez– Guavatá comunica a la cabecera municipal de Vélez con la de Guavatá conectando una región de relevante importancia a nivel económico en cuanto a productividad bocadillera y agrícola.
La vía Vélez – Chipatá, permite el desarrollo de las actividades comerciales con los municipios vecinos de Chipatá, La Paz, Aguada, y el fortalecimiento de la vocación que define al municipio de Vélez como prestador de servicios sociales a nivel subregional.
La vía Vélez – Bolívar,  Se bifurca de la Transversal del Carare y comunica a Vélez con Bolívar por dos sectores:  Uno a partir del caserío Palo Blanco y la otra vía por El Uvito, esta infraestructura fortalece el desarrollo de la agropecuario de esta región.
Vía Landazuri – Corregimiento San Ignacio – Vélez.  Esta vía permite la comunicación con las veredas del sector Norte del Municipio.
Vía Cimitarra – Corregimiento Río Blanco – Vélez.  A Través de esta ruta se tiene acceso a las veredas del sector Norte del Municipio
- Troncal Central Nacional
- Transversal del Carare
- Vía Vélez-Guavatá
- Vía Vélez-Chipatá
- Vía Vélez-Bolívar
- Vía Landázuri-Corregimiento San Ignacio-Vélez
- Vía Cimitarra-Corregimiento Río Blanco-Vélez.

## Ferias y fiestas
Allí se celebra el festival de la Guabina y el Tiple, cada año el primer fin de semana del mes de agosto, fiesta de gran colorido, en la que concursan los mejores intérpretes del requinto y el tiple del país, además de realizarse el desfile de las flores, en el cual participan diversos grupos locales exponiendo bellas silletas y carrozas adornadas con flores, mientras que los pobladores desfilan con bellos trajes típicos y bailan las danzas típicas, torbellinos, pasillos y «canto de guabina». (véase Folclore veleño).